# 鷹司兼基
鷹司 兼基（たかつかさ かねもと）は、鎌倉時代前期の公卿。摂政・近衛基通の三男。官位は正二位・大納言。「室町」とも号したため、この系統の鷹司家は室町家とも称する。

## 経歴
建久8年（1197年）に元服して、従五位上・侍従に任ぜられ、翌年には正五位下に進む。関白であった父の下で急速な出世を遂げ、正治元年（1199年）に従四位下・右近衛中将になると、翌2年には3度の叙階で10月26日には従三位に達した。
建仁2年（1202年）には正三位を経て従二位に叙され、元久元年（1204年）には20歳で権中納言に任ぜられ、続いて翌年には正二位・中納言に任ぜられた。建永元年（1206年）に権大納言、建保3年（1215年）に大納言に任命され、建保6年（1218年）に大納言を辞任する。
寛喜元年（1229年）には子・静基が実相院を創建した。建長3年（1251年）に出家して顕恵と名乗るが、没年は不詳である。

## 系譜
- 父：近衛基通（1160-1233）
- 母：寂舜/最舜法印の娘
- 妻：不詳
  - 男子：静基（僧正、智證大師の法孫、実相院の開基）